# Tribus confédérées de Warm Springs

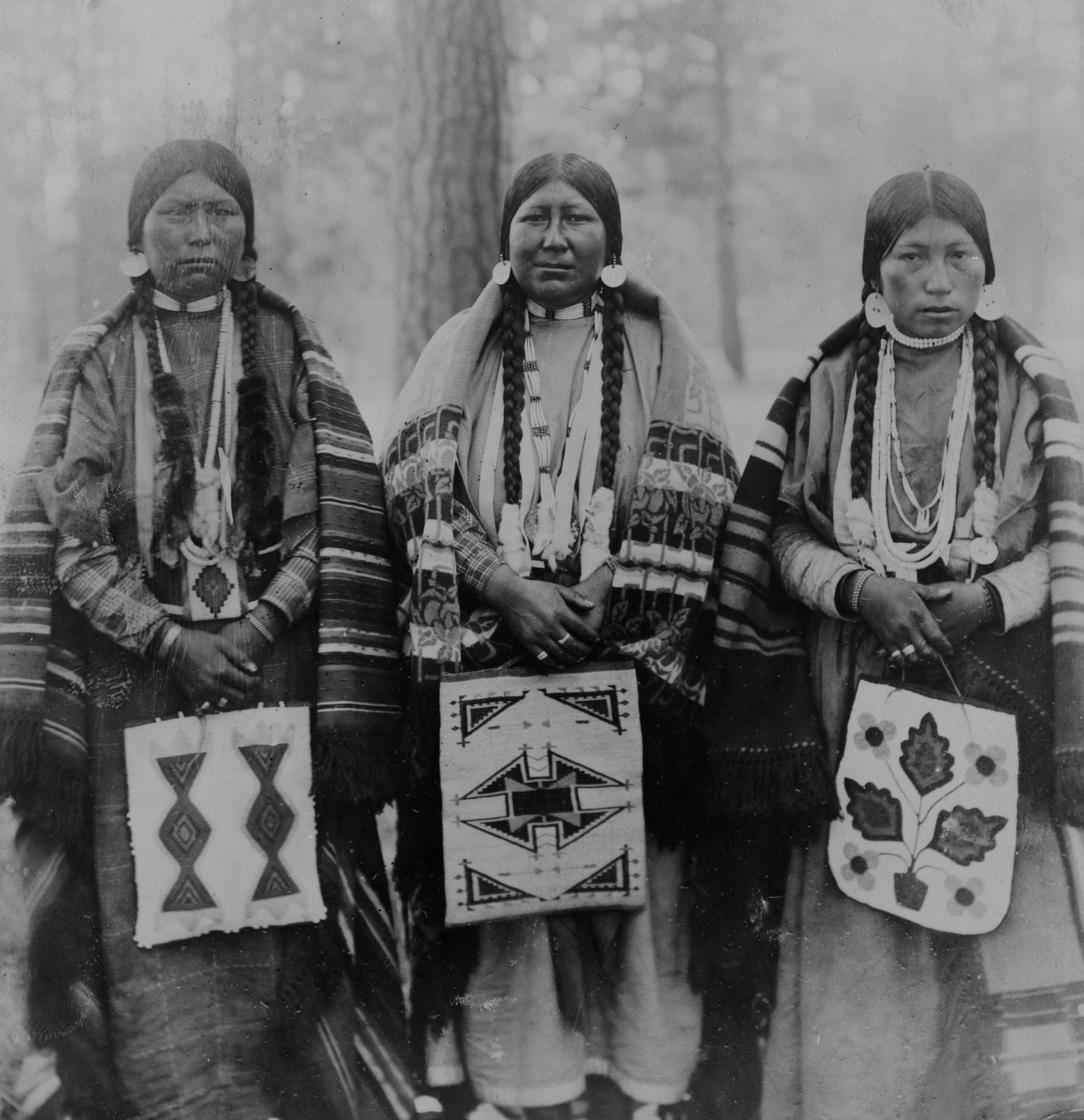
Trois femmes photographiées dans la réserve indienne de Warm Springs en 1902.

Les tribus confédérées de Warm Springs sont une confédération reconnues au niveau fédéral de tribus amérindiennes américaines. Elles vivent et gouvernent actuellement la réserve indienne de Warm Springs dans l'État américain de l'Oregon.

## Tribus
La confédération est constituée de trois tribus du Nord-Ouest Pacifique
- Les Warm Springs, organisés en quatre sous-ensembles.
- Deux tribus de Wasco-Wishram qui parlent un dialecte de langues chinooks.
- Les païutes qui parle le langage Paiute du Nord. Ces derniers ont un mode de vie très différent des précédents.

## Histoire
Les tribus confédérées ont adopté une constitution en 1938, après la construction du barrage de Bonneville qui a submergé le site des rapides des Cascades. En recevant 4 000 000 dollars en compensation à la construction du barrage de The Dalles, les tribus ont construit le complexe touristique de Kah-Nee-Ta qui a ouvert au public en 1964.
En 2001, les membres des tribus confédérées ont convaincu l'assemblée de l'Oregon de changer le terme Squaw de nombreux lieux publics.

## Source
- (en) Cet article est partiellement ou en totalité issu de l’article de Wikipédia en anglais intitulé « Confederated Tribes of Warm Springs » (voir la liste des auteurs).